# Трудолюбово (Татарстан)
 Трудолюбово  — село в Аксубаевском районе Татарстана. Административный центр Трудолюбовского сельского поселения.

## География
Находится в южной части Татарстана на расстоянии приблизительно 16 км на юго-запад по прямой от районного центра поселка Аксубаево у речки Карасинка.

## История
Основано в 1920-х годах, первоначально называлось как Труд или Уголок Братского Труда.

## Население
Постоянных жителей было: в 1926 — 74, в 1938—437, в 1949—262, в 1958—190, в 1970—256, в 1979—297, в 1989—262, в 2002 году 295 (русские 39 %, татары 54 %), в 2010 году 299.